# Sư tử Sri Lanka
Sư tử Sri Lanka (danh pháp hai phần: Panthera leo sinhaleyus) là một loài động vật thuộc Chi Báo. Đây là một phân loài tiền sử của sư tử, đặc hữu của Sri Lanka. Nó dường như đã bị tuyệt chủng trước khi sự xuất hiện của con người văn hóa hiện đại, khoảng 37.000 năm trước Công nguyên.
Sư tử này chỉ được biết đến từ hai chiếc răng được tìm thấy trong quặng tại Kuruwita. Dựa trên các răng, P. Deraniyagala xây dựng này phân loài vào năm 1939. Tuy nhiên, không có đủ thông tin để xác định làm thế nào nó có thể khác nhau từ các phân loài sư tử. Deraniyagala không giải thích một cách rõ ràng làm thế nào ông được chẩn đoán các mẫu của phân loài này là thuộc về một con sư tử, mặc dù ông thanh minh một phân loài khác biệt của con sư tử được "hẹp hơn và nhiều hơn kéo dài hơn so với những con sư tử gần đây ở bộ sưu tập Bảo tàng Lịch sử tự nhiên Anh.